# Heliophanus macentensis
Heliophanus macentensis är en spindelart som beskrevs av Berland, Millot 1941. Heliophanus macentensis ingår i släktet Heliophanus och familjen hoppspindlar. Inga underarter finns listade i Catalogue of Life.